# Love of Life
Love of Life – amerykańska opera mydlana, emitowana od 24 września 1951 do 1 lutego 1980 r. na kanale CBS. 

## Krótki opis
Wyprodukowano 7316 odcinków. Jego twórcą był Roy Winsor, znany także ze stworzenia emitowanych przez wiele lat innych oper mydlanych - Search for Tomorrow i The Secret Storm.

## Obsada
Zestawienie oparto na informacjach portalu filmowego IMDb.com i obejmuje ono wybranych aktorów, którzy wystąpili łącznie w co najmniej 3 odcinkach serialu:
- Audrey Peters – jako Vanessa Sterling (3587 odcinków)
- Ron Tomme – jako Bruce Sterling (3570)
- Ken Roberts – jako narrator (102)
- Peggy McCay – jako Vanessa Dale (35)
- Jack Stamberger – jako Henry Carlson (34)
- Jean McBride – jako Meg Harper (33)
- Dennis Parnell – jako Beanie Harper (33)
- Burt French – jako Matt Slocum (32)
- Jane Rose – jako Sarah Dale (31)
- Hildy Parks – jako Ellie Crown (31)
- Helen Dumas – jako Vivian Carlson (30)
- Lee Lawson – jako Barbara Sterling (29)
- Ann Loring – jako Tammy Forrest (19)
- Jordan Charney – jako dr Tony Vento (18)
- Paul Savior – jako Rick Latimer #1 (15)
- Gene Pellegrini – jako Link Porter (14)
- Bonnie Bedelia – jako Sandy Porter (13)
- Birgitta Tolksdorf – jako Arlene Lovett/Arlene Slater (8)
- Dan Ferrone – jako Alan Sterling (7)
- Tudi Wiggins – jako Meg Hart (6)
- Robert Aberdeen – jako Greg Keyes (5)
- Christopher Reeve – jako Ben Harper (4)
- Lloyd Battista – jako Ray Slater (4)
- Richard Coogan – jako Paul Raven (3)
- Elizabeth Kemp – jako Betsy Crawford Harper (3)
- Jerry Lacy – jako Rick Latimer #2 (3).